# 露陰症

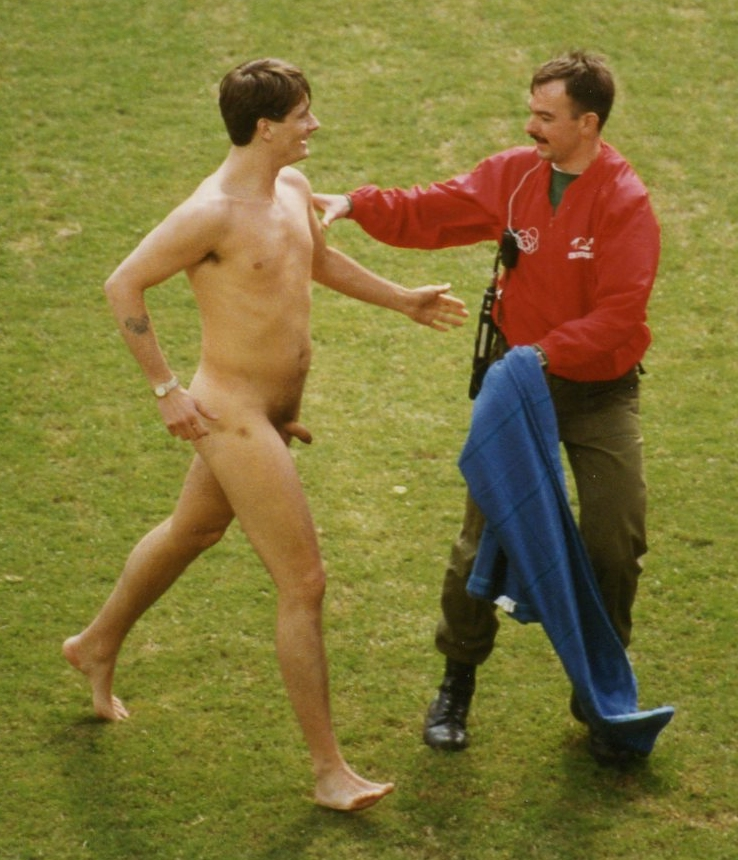
著名裸奔者馬克·羅伯特在1994年香港國際七人欖球賽中裸奔

露體癖（英語：exhibitionism）或陰部顯露慾是指偏好在公共或半公共場合對不知情者曝露身體中通常不會暴露的部分的行為，例如暴露陰莖、臀部或乳房。這種行為的動機可能是自身慾望、受到同儕鼓譟，或是從觀看者的震驚表情裡得到性愉悦，以從事露體為趣的人又稱為露體狂、露阴癖或暴露狂。
將自己的私密處不假遮掩地展現給親密伴侶觀看，通常不會被視為暴露。在部份法律中，公開暴露行為可能構成妨害風化、公然猥褻或其他罪名。

## 歷史
女性公開裸體的事跡從古典時代便有所記載，往往是在女性受到男性群體的羞辱或煽動後所進行的。古希臘歷史學家希羅多德在西元前五世紀的《歷史》裡敘述了展示裸體的行為， 希羅多德寫道：
當人們到布巴斯提斯參與節慶時，他們做了這樣的事：每個「 baris」都充滿了人、大量的人，男男女女聚在一起。一些女人敲著響板、一些男人吹著笛子，其餘的男女們打著節拍、高聲歡唱。他們在旅途中到達一個城市（並不是他們的目的地），他們引導「bareis」靠近河岸、一些女人繼續做著我所描述的事，而另一些則向城裡的女人喊出褻瀆話語，或是跳舞、或是拉起衣服露出乳房。每個河岸邊的城市都受到了這樣的對待。
1550年，威尼斯委員會的一份反對猥褻的臨床記錄似乎可以做為一件露體癖的案例。
1824年，英國一份經修訂的《流浪罪法》的第四稿包括一則附加條款：「公開和不公開地暴露身體的人（會觸犯此條款）」，由於其範圍不明確而引起執行上的困難。在之後的議會辯論裡、時任內政大臣的皮爾（Peel）先生說：「沒有比在公園裡不雅暴露自己身體的行為更公然的罪行了。……肆無忌憚地暴露和意外走光是非常不一樣的。」

## 心理學觀點
1877年，法國精神病學醫生 Charles Lasègue 首度將露體列為一種精神障礙。依據美國精神醫學學會出版的《精神疾病診斷與統計手冊》第五版（DSM-5）列出的診斷指標，當裸露身體的癖好干擾到自己的正常生活、或是捲入無關人等時，就可以判斷為露體癖。根據該手冊的統計，患有露體癖的男性最高可佔總數的2%至4%，而女性則較為少見。根據瑞典的一項調查，2.1%的女性和4.1%的男性表示他們曾經有將生殖器暴露給陌生人觀看的經驗。
一支研究团队 [Kurt Freund,1988] 對185名受訪者提出問題：「如果你將自己的私處展現給他人觀看，你希望對方會有什麼反應？」受訪者的回答如下：選擇「會想要發生性關係」佔35.1%，選擇「無任何反應」佔19.5%，選擇「對方也展現自己的性器」佔15.1%，其他任何反應佔11.9%，選擇「憤怒或厭惡」佔3.8%，最少的是「恐懼」，僅有0.5%的受訪者選擇此一選項。

## 露體的形式
- 掀衣：在不穿內褲時掀起衣服並露出生殖器。

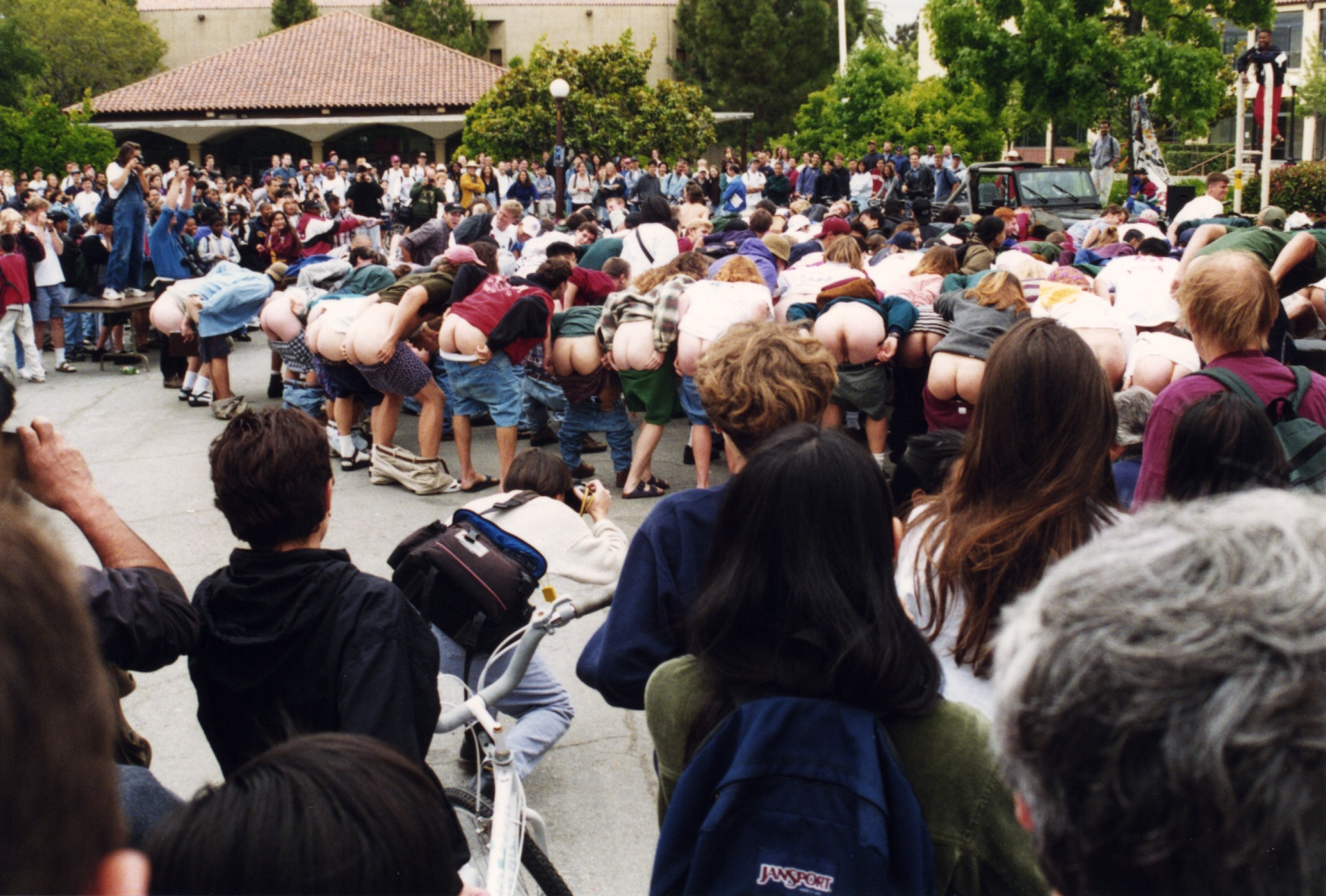
史丹佛大學的學生露出屁股以示抗議，同時挑戰世界紀錄。

- 坎道列斯情结：將自己伴侶的裸體暴露給外人看，以滿足他們的偷窺樂趣。
- 快闪暴露（Flashing）：快速掀起自己的衣服或内衣以暴露生殖器（或乳房）。
- 曝淫（Martymachlia）：藉由讓他人觀看自己的性行為來獲得性吸引力。[11]
- 露臀（Mooning）：透過拉下褲子或內褲來展示裸露的臀部，這種行為通常是為了表達幽默、蔑視或嘲弄。
- 露镜（Reflectoporn）：拍攝自己映照在具有反射表面物體上的裸體，然後將該照片張貼至網際網路公眾論壇上的行為[12] 。例子包括反射在水壺、電視機、烤麵包機或刀叉上的裸體男人與女人影像[13]。這種行為的起源通常被認為是澳大利亞拍賣網站上一個賣水壺的賣家，在其中一張水壺照片裡，他的裸體清晰可見[14]；在此之後類似照片如雨後春筍般湧現[15][16][17]，而將這種行為冠上術語的「reflectoporn」的是《網路雜誌》的克里斯·史蒂芬（Chris Stevens）[18]
- 裸奔：在公眾場合裸體奔跑，過程和目的通常與性無關，使人驚異的程度較高。
- 淫猥電話癖（Telephone scatologia）[19]：對隨機或特定的對象撥打色情電話。雖然沒有物理上呈現裸體，但某些研究員認為這屬於露體的變化型態。[20][21]
- 赤膊：男性光著上身，不穿上衣。
- 蹓鳥：鳥是男性生殖器的俗稱，蹓鳥是指男性裸著下身並露出生殖器。

## 露體的類型
安尼爾·阿加瓦爾（Anil Aggrawal）列出了露體的四種類型：
- 幻想露體：這些人透過幻想自己對不知情的人展現生殖器，不過並沒有親身實踐，只是靠著幻想而獲得性快感。
- 純粹露體：這類人只是展現自己的裸體給不知情的人、或是在他們面前手淫，並不會去碰觸對方、或造成身體上的傷害。
- 露體罪犯：這些人除了暴露身體之外也從事其它類型的性犯罪，特別是對兒童性騷擾，他們通常先是將自己的性器官暴露給對性懵懂無知的兒童、然後再去騷擾他們。這對社會是有危害的，需要多加關注。
- 排他性露體：這類人士除了裸露身體之外沒有辦法以其他方式獲得性快感，他們無法從一般的性行為中取得愉悅。這類露體到目前為止沒有任何記錄，不過按照其他性慾倒錯的類型來比照、這種類型的露體是可能存在的。

DSM-5將露體分為三種子類型：對自己有興趣的成年人暴露身體、對青少年或兒童暴露身體，或兩者皆是。

## 名人
- 李敖：2006年11月10日，为了抗议价值新台币6108亿元对美军购案通过，李敖在总质询中秀出了自己26歲當預官時所拍的裸照大海報，嚇壞或笑壞在場立委及議事人員，也讓閣揆蘇貞昌在台上哭笑不得。由於照片露出阳具，台灣媒體以「全裸遛鳥」稱之。[23][24][25]

## 外部連結
- Exhibitionism （页面存档备份，存于） explained briefly on AllPsych
- Exhibitionism: the Biography by Chris Nancollas